# Lost Creek (Texas)
Lost Creek és una concentració de població designada pel cens dels Estats Units a l'estat de Texas. Segons el cens del 2000 tenia 4.729 habitants.

## Demografia
Segons el cens del 2000, Lost Creek tenia 4.729 habitants, 1.562 habitatges, i 1.379 famílies. La densitat de població era de 583,3 habitants/km².
Dels 1.562 habitatges en un 52% hi vivien nens de menys de 18 anys, en un 80,2% hi vivien parelles casades, en un 6,2% dones solteres, i en un 11,7% no eren unitats familiars. En el 9,5% dels habitatges hi vivien persones soles el 2,4% de les quals corresponia a persones de 65 anys o més que vivien soles. El nombre mitjà de persones vivint en cada habitatge era de 3,03 i el nombre mitjà de persones que vivien en cada família era de 3,24.
Per edats la població es repartia de la següent manera: un 32,5% tenia menys de 18 anys, un 4,8% entre 18 i 24, un 22,9% entre 25 i 44, un 33,9% de 45 a 60 i un 5,9% 65 anys o més.
L'edat mediana era de 40 anys. Per cada 100 dones de 18 o més anys hi havia 94,9 homes.
La renda mediana per habitatge era de 116.500 $ i la renda mediana per família de 121.069 $. Els homes tenien una renda mediana de 94.013 $ mentre que les dones 45.804 $. La renda per capita de la població era de 52.147 $. Cap de les famílies i l'1,2% de la població estaven per davall del llindar de pobresa.

## Poblacions més properes
El següent diagrama mostra les poblacions més properes.